# Inmigración chilena en California
La Inmigración chilena en California y otros sudamericanos desde hace mucho tiempo han estado presentes en el estado de California desde la década de 1850 con la fiebre del oro. No todos los chilenos llegaron a los campos de oro. Algunos se quedaron en San Francisco, Sacramento y Stockton, donde con frecuencia trabajaron como albañiles, panaderos, o marinos. Algunos de Santiago se establecieron en diversas empresas, en particular, la importación de harina y equipo de minería de Chile. En la mayoría de las ciudades tienden a congregarse y vivir en áreas específicas de los sectores más pobres de dicho las áreas urbanas. En los campos de oro vivían en campamentos separados. En el verano de 1849 los chilenos constituyen el elemento principal de la población en Sonora. Los chilenos con frecuencia trabajaban sus minas con los esfuerzos del grupo. Cuando se descubrió oro de la localidad de Los placeres muchos llegaron a Sonora, los chilenos fueron algunos de los primeros mineros en California para extraer el oro de cuarzo.

## Antecedentes
Cuando el tratado de Guadalupe-Hidalgo consagró, en 1843, la soberanía de Estados Unidos de América sobre la Alta California, habían corrido dos siglos y medio desde que España tomo posición de la comarca. El desarrollo de la civilización española mexicana, orientada hacia la minería de la plata y las zonas de mayor productividad natural, había vuelto en forma desdeñosa las espaldas a la comarca, aparentemente semidesértica, del extremo norponiente del territorio bañado por el Pacífico. A mediados del siglo XVIII, los jesuitas intentaron, sin éxito, transformar pacificamente a los indígenas de la región en cristianos civilizados, y en los años corridos desde la Independencia, los distintos gobiernos mexicanos solo había tenido tiempo de destruir la civilización que España les lego. En 1848, los 514.965 kilómetros cuadrados de la Alta California estaban poblados por 5.000 blancos y unos 10.000 indígenas, en parte ligeramente mestizados de español.

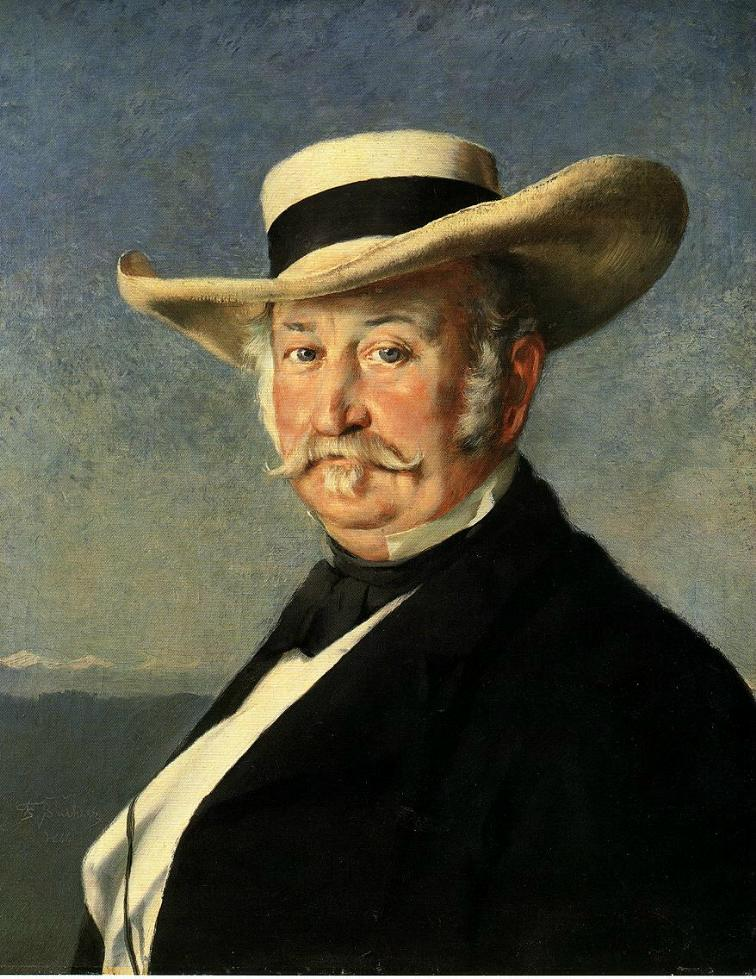
Augusto Sutter.

Entre los pocos colonos establecidos en la región, en el momento de llegar los norteamericanos, se contaba Juan Augusto Sutter, que se hacía pasar por oficial del 6º regimiento de guardias suizos al servicio de Carlos XIV.
Según su relación, tenida hoy por simple fantasía, después de la Revolución de julio, o Revolución de 1830, regresó a su patria. Perseguido por deudas, huyó a Francia y de allí a los Estados Unidos de América. Llegó a Nueva York en julio de 1834. Se estableció en las llanuras de Missouri. Después de cien aventuras se arruinó por completo y resolvió dirigirse a California, país que solo conocía de nombre. Llegó hasta Vancouver, en la costa del Pacífico, y como no pudiera proseguir por tierra, se embarcó para las islas Hawái. Rehusó el cargo de ministro de Guerra, que le ofreció el rey Kamehameha III, y fue a dar a Alaska, conduciendo algunas mercaderías. De allí se embarcó para Yerbas Buenas (California), donde llegó el 1º de julio de 1839. Se estableció en el fértil valle que se extiende entre la actual ciudad de Sacramento y el río Americano (Alta California), a la fecha sujeto a la soberanía casi nominal de México. Obtuvo una valiosa concesión del gobierno mexicano. Compró, además, a una colonia rusa sus derechos a los terrenos inmediatos. En menos de diez años, su genio emprendedor y sus dotes naturales de mando crearon en la región la vida civilizada, que los jesuitas no habían logrado imponer mediante la predica del evangelio. Muchos años más tarde, el general norteamericano Gibson dijo de él:  El patriarca de California, el compatriota de Tell y de Washington, puro y valiente de noble naturaleza y de bondadoso corazón, de benigno y generoso carácter, padre de cada uno de sus colonos y de todos juntos, merece que se le erijan, no estatuas de mármol ni de bronce, si no estatuas fundidas con el oro mismo de California. ‘‘

Poco antes de firmarse el tratado de Guadalupe-Hidalgo, que puso término a la Intervención estadounidense en México (febrero de 1848), el mayordomo James Marshall, quien habría por cuenta de Sutter un cauce para derivar del rio Americano, poco antes de su confluencia con el Sacramento, las aguas necesariamente para mover un aserradero, encontró algunas pepas de oro, que iban a trastornar bruscamente el sentido que había tomado el desarrollo de la civilización y de la riqueza en California (23 de enero de 1848). 

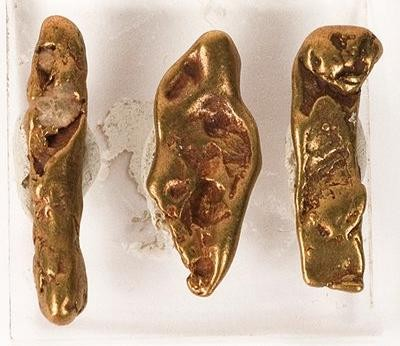
Tres pepitas de oro encontradas en Tuolumne County, California. La más grande de ellas posee unas dimensiones de 2,7×0,6×0,5 centímetros.

En los primeros momentos, los trabajadores no se dieron cuenta de que las pepas encontradas eran de oro. Sutter, calculando lo que iba a ocurrir, según dijo más tarde, procuro ocultar el descubrimiento. Pero, antes de un mes, los obreros enviaron pepas a Yerbas Buenas, que se vendieron muy mal, hasta que el sobrecargo de un bergantín chileno ofreció pagar 60 francos por la onza de todo el polvo y las pepas que se le trajeran (C. de Varigny). A partir de este momento, los marineros desertados de los buques y la población de Yerbas Buenas y de todo California, se precipitaron al aserrador de Sutter; y convertidos en lavadores de oro, encontraban en abundancia pepas, algunas de las cuales pesaban una, dos, cinco y hasta seis onzas. El establecimiento de Sutter quedó abandonado. Nadie pensaba en cultivar los campos, ni en el alimento del día de mañana. 

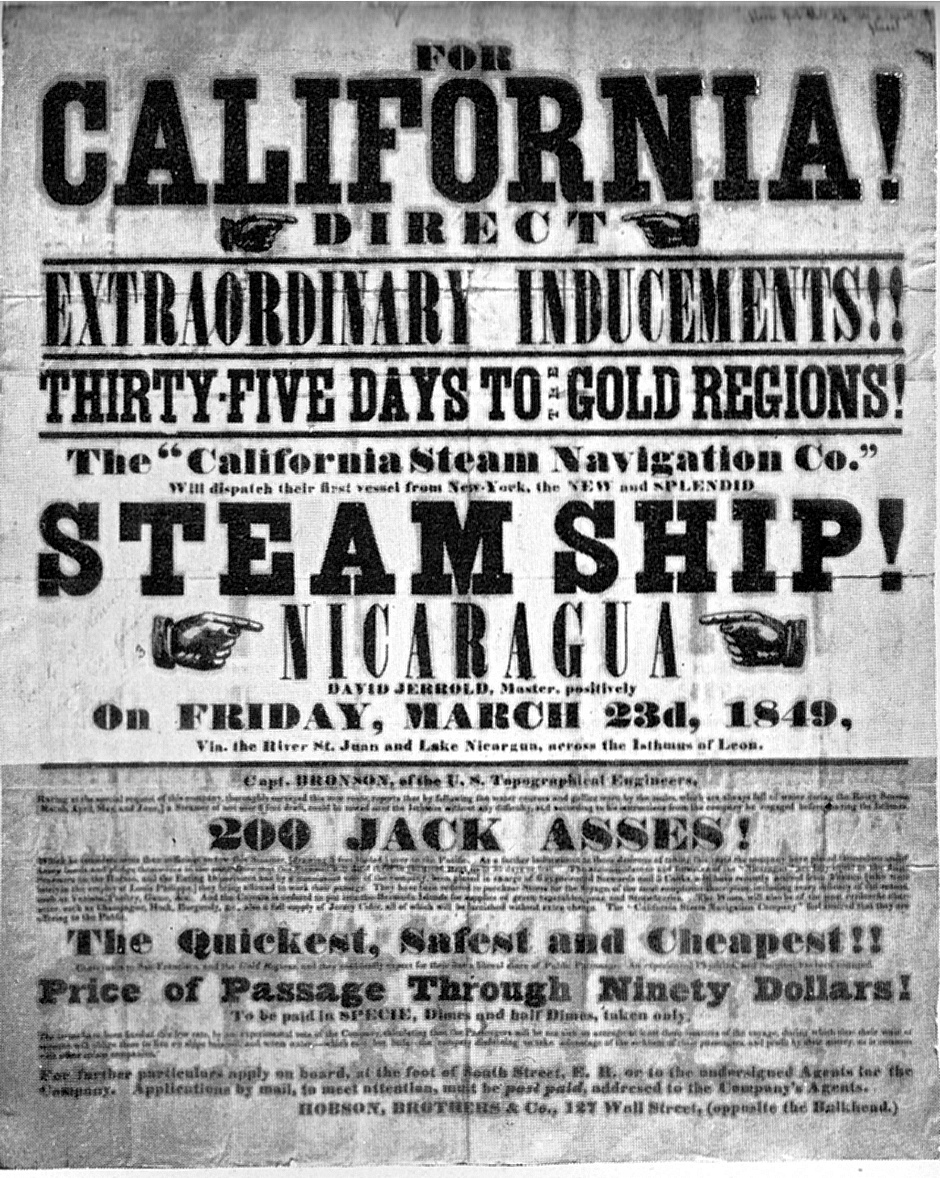
Un cartel durante la fiebre del oro en California.

A pesar de que aún no existían el telégrafo ni los cables submarinos, la noticia de los placeres de oro de California, abultada, transfigurada en una leyenda "Las mil y una noches", se esparció con asombrosa rapidez por el mundo entero. Hirió vivamente las imaginaciones; golpeo a las puertas de mineros, comerciantes e industriales que ansiaban un campo más amplio y de mayores expectativas para sus esfuerzos; y movilizó a los aventureros de un confín a otro de la Tierra. Mientras, de otros Estados de la Unión acudían por tierra aventureros de todas las nacionalidades, y los buques de Asia vaciaban directamente sus cargamentos humanos en el puerto de Yerbas Buenas, donde pronto debía fundarse San Francisco de California, navíos de todas y todas procedencias, con sus compartimientos y cubierta ocupados por verdaderos racimos humanos, tocaban en Valparaíso, para refrescar el agua y las provisiones, y seguían a California. Al cumplirse un año desde el descubrimiento, los buscadores de oro, los comerciantes y los simples aventureros excedían de 80.000. El censo publicado en 1852 arrojo una población de 254.453 almas. Habían surgido como evocados por un conjuro la ciudad y puerto de San Francisco con 34.876 almas, Sacramento con 20.000, Marysville con 7.000 y Stockton con 5.000. El oro extraído de los lavadores, dentro de un cálculo casi enteramente subjetivo, único posible tratándose de California de esa época, se estimó en $50.000.000 en 1849 y en $65.000.000 en 1853, año de la máxima producción. El valor total del oro extraído en los primeros seis años de explotación se ha calculado entre 269 millones y 300 millones de dólares.

### La emigración chilena a California

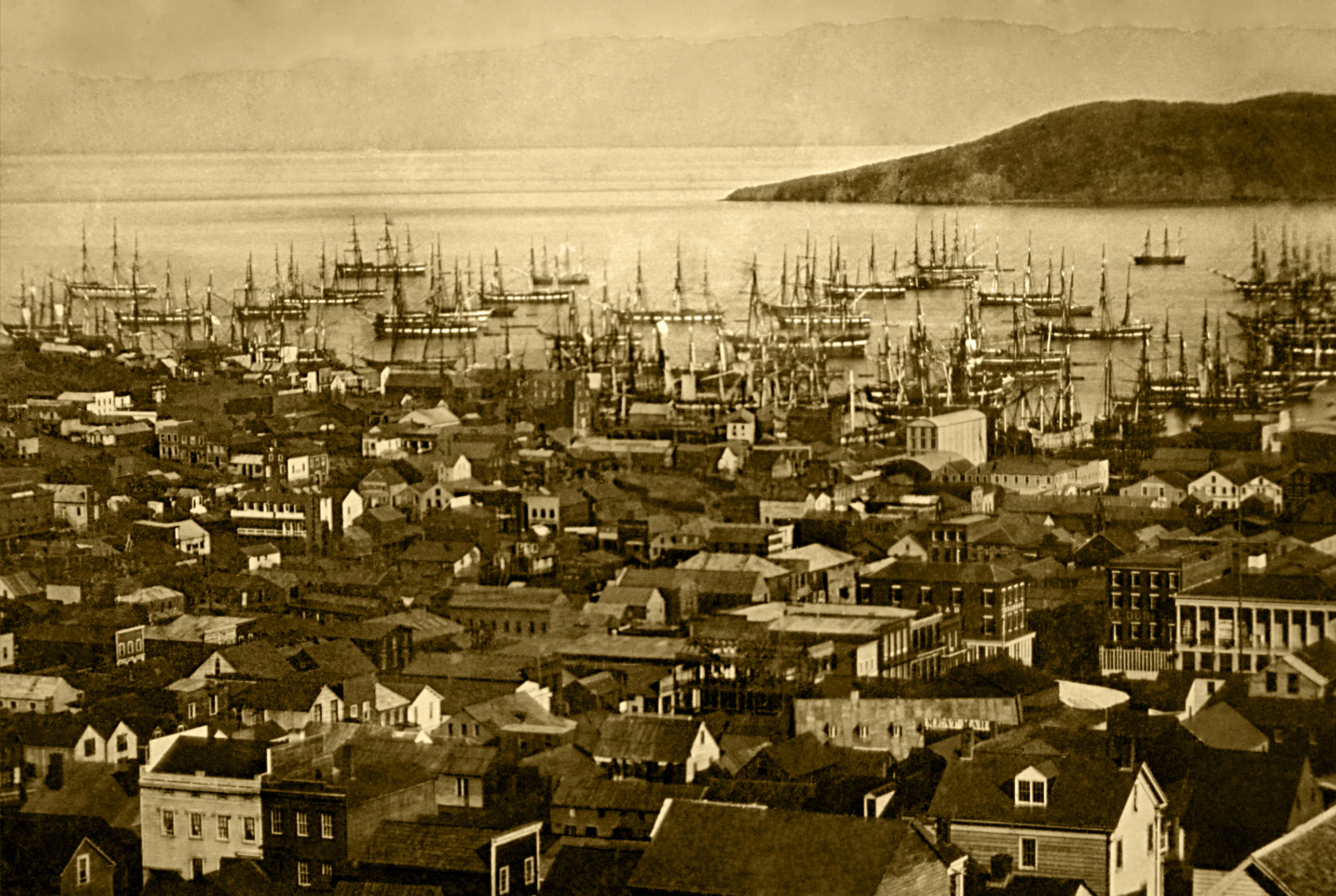
La ciudad de San Francisco y su puerto en una fotografía de 1851.

Por su ubicación geográfica, que obligaba a recalar en el a los buques que hacían la navegación entre Europa y las costas occidentales de América, y por su condición de emporio del Pacífico, Valparaíso fue uno de los primeros centros comerciales donde se esparcieron las noticias de las fabulosas riquezas de los lavaderos de California y de los fantásticos negocios que era posible hacer en sus costas.

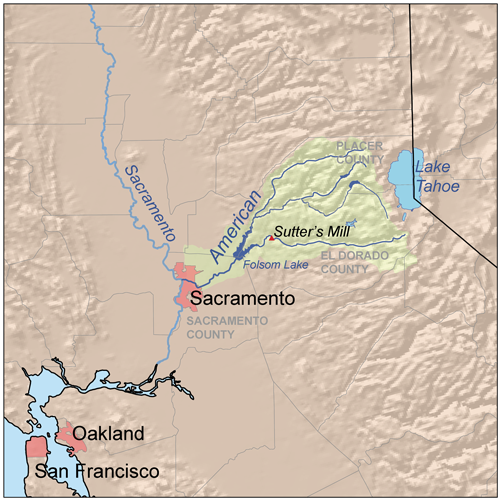
Mapa de la cuenca del río americano. Incluye las horquillas del Norte, Oriente y Sur del río, así como el río Rubicón, un afluente del Tenedor Medio.

 El 19 de agosto de 1848 llegaba a Valparaíso el bergantín chileno J.R.S., capitán Andrews. Traía la noticia del éxodo en masa de los pobladores Yerbas Buenas hacia los placeres de arenas auríferas descubiertas en la confluencia de los ríos Americano y Sacramento. Antes de correr un mes (el 12 de septiembre), partió con rumbo a California Carlos Armstrong, con 8 peones. A pesar de que los diarios, en los primeros momentos, no prestaron atención a las noticias traídas por el J.R.S., y solo en noviembre del mismo año empezaron a preocuparse del sensacional descubrimiento, numerosas caravanas de porteños habían seguido a Armstrong. Los comerciantes se apresuraron a despachar buques cargados de todo género de mercaderías y, especialmente, harina, charqui, frejoles, maíz y papas. Los que no podían ir personalmente, enviaban un empleado de confianza. Se organizaron numerosas compañías comerciales y centenares de caravanas explotadores. Desde los jóvenes de la alta sociedad hasta el gañan, se apresuraron a embarcarse para California, con la esperanza de regresar millonarios a la vuelta de algunos meses. Casi no quedó familia conocida en Chile que no contase con un representante en California. Los que disponían de un pequeño capital, lo llevaban invertido en pacotilla de madera, huesillos, peras y ciruelas secas, ropas y ponchos para trabajadores, pellones, monturas, frazadas, comino, ají, orégano y en general todos los artículos que tradicionalmente se embarcaban a la zona minera de Chile y el Perú. Los que podían, pagaban su pasaje, otros se enganchaban como marineros, y no fueron pocos los que se ocultaron en las bodegas y que ya no era posible desembarcar cuando el capitán los descubría.

Vicente Pérez Rosales nos ha dejado una descripción del viaje a California, de la vida en esa región y de la suerte de los miles de chilenos que acudieron a ella en busca de oro, que, por la exactitud, el colorido y la animación supera hasta perderlas de vista a las numerosas relaciones extranjeras y chilenas que conocemos. Vale la pena extractar algunos pasajes.

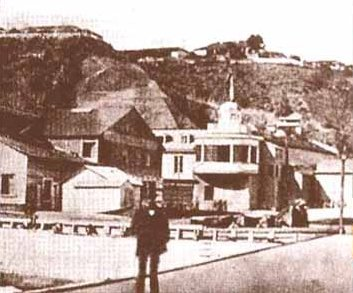
Daguerrotipo de Valparaíso de 1852 aproximadamente.

El 20 de diciembre de 1848 el infatigable aventurero partió de Valparaíso en la barca francesa "Stahueli", en compañía de tres hermanos, un cuñado y dos sirvientes de toda confianza. Su capital consistía en 6 sacos de harina tostada, 6 de frejoles, 4 quintales de arroz, 1 barril de azúcar, 2 de vino de Concepción, un pequeño surtido de papas, hachas y barretas, un perol de fierro, pólvora y plomo para balas. El pasaje costo $612, y la compañía llevaba en dinero sonante $250. La barca conducía 20 hombres, 3 mujeres, 4 vacas, 8 cerdos, 3 perros, 17 marineros, 1 capitán y 1 piloto. Iba tan atestada de carga, que Pérez Rosales se vio obligado a dejar su pequeña pacotilla para que lo siguiente en la barca "Julia".
Antes de salir hubo una gresca, en la cual el capitán del puerto, Orella, estuvo a punto de ser arrojado al mar, por su imprudente empeño en dejar en tierra a Rosarito Amesti, una linda chilena de vida alegre, la cual también se embarcó en busca de las pepas de oro de California. En el trayecto, la sangre fría y el coraje de Pérez Rosales lograron contener a tiempo una sublevación de los pasajeros de cubierta, encabezada por el chileno Álvarez, un ricachón raro o semiloco, al cual alcanzó a salvar la vida en California cuando ya los yanquis lo tenían colgado de un árbol.
El 18 de febrero de 1849, la "Stahueli" largaba el ancla en la caleta de Yerbas Buenas, en la gran bahía formada por las desembocaduras del Sacramento y del Sn Joaquín, después de salvar 6.700 millas desde Valparaíso. Los americanos que venían por mar desde la costa del Atlántico, necesitaban recorrer 19.300 millas.

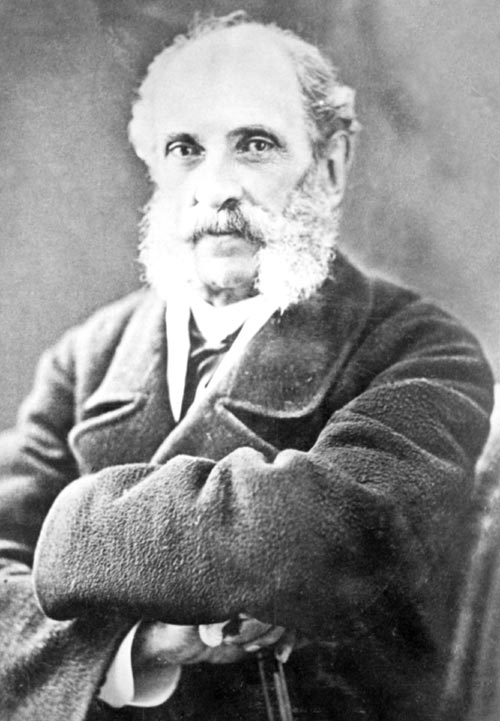
Vicente Pérez Rosales.

Aún no se cumplía un año desde el hallazgo del oro en el molino y aserradero de Sutter, y ya Yerbas Buenas, pobre aldea de pescadores, se había convertido en un embrión de gran ciudad. 

No fue poca nuestra sorpresa cuando al doblar la puntilla que protege el ancladero, logramos ver, por entre la arboladura de los buques, una linda aunque irregular población, la que dotada de algunas casas de sumo valor, se extendía en forma de anfiteatro sobre el plan inclinado de su pintoresco asiento. "Habíamos precedido 34 buques de todas nacionalidades, y la escuadra norteamericana, compuesta de un navío, de tres corbetas y de un transporte.
Vicente Pérez Rosales

Pronto recibieron los chilenos la visita del capitán Robinet, de la "Anamankin", que satisfizo su ansiedad sobre la leyenda sobre la leyenda del oro. 

Lo que se contaba en Chile ni sobra era del que había; el más ruin patán botada el oro como si fuese un Creso, puesto que para adquirir tan codiciado metal, sobraba con agacharse y alzarlo del suelo; habíamos llegado al país de la igualdad, ya que el noble y el plebeyo marchaban hombro a hombro en California
Vicente Pérez Rosales

"Apenas salió el sol, cuando se vio nuestro buque rodeado de botes y de chalupas, unos llenos de curiosos y de negociantes, otros, en busca de equipajes y de pasajeros”... "Pronto acudieron también multitud de desconocidos, pero era preciso mirarles mucho para descubrir entre los harapos de unos raídos calzones y pesado chaquetón de marinero, al delicado futre de Santiago o al comerciante de Valparaíso. El joven y adamado Hamilton, socio de un negro cuya casa compartía, por no haber más que una, marinero y patrón de una chalupa, con su gorra raída y su camiseta empapada por el roció de la mañana, solicitaba pasajeros para llevar a tierra. Don Samuel Price, gordo, alegre y hacendoso, con sus calzones arremangados, sus manos callosas y el levito y las botas llenos de barro, nos hartaba a preguntas sobre los efectos que llevábamos" ... "Más Sánchez, Cross, Puett y muchos otros caballeros, que me llamaron por mi nombre antes que yo conociese quienes eran ellos, llenaron la cámara. La figura que representaba cada uno de estos aventureros, en otro tiempo de frac y de levita, era tan grotesca, que el buen Dumas, con solo examinar una de ellas, hubiera encontrado lienzo para diez novelas".
Vicente Pérez Rosales

El capitán de puerto se indignó de que se le presentara pasaportes, ¿De qué venían? ¿De que un país de esclavos? Aquí estaban en el país de la libertad, y nadie necesitaba pasaporte. Bajo la caravana de dos en dos, para mayor seguridad. Vestían botas de granaderos, camisa de lana, cinturón de cuero, puñal y chapa de pistolas al cinto, sombrero de paño, que así podía hacer las veces de sombrero como almohada, y rifle en la mano. Completaban la indumentaria un saquito de cuero para harina tostada, una escudilla de lata capaz de soportar la acción del fuego, los arreos del cazador y un mechero. Comerciantes, hoteleros y todo el mundo cargaba las mismas armas.
Las palabras quietud y ocio carecían en California de significado, y como la pacotilla tardaría días en llegar, Pérez Rosales y sus acompañantes, asociados a Cassalli, antiguo consueta de la ópera en tiempos de la Pantanelli, de un joven Hurtado y de Clackston, del comercio de Valparaíso, se hicieron fleteros. La empresa dejó en los once días de su duración $1.200 de utilidad.
Para llegar hasta los yacimientos de oro era necesario remontar el río Sacramento. Mientras dejamos a Pérez Rosales y sus compañeros en viaje al antigua molino de Sutter, en la Daicemay nana atormentados por nubes de zancudos, entre los enjambres de culebras y víboras que entonces poblaban las zonas desérticas de California, veamos el escenario en que iban a sucumbir, tal vez, la mitad de los chilenos que llegamos que llegaron a sus playas.

## La vida en California entre 1848 y 1853

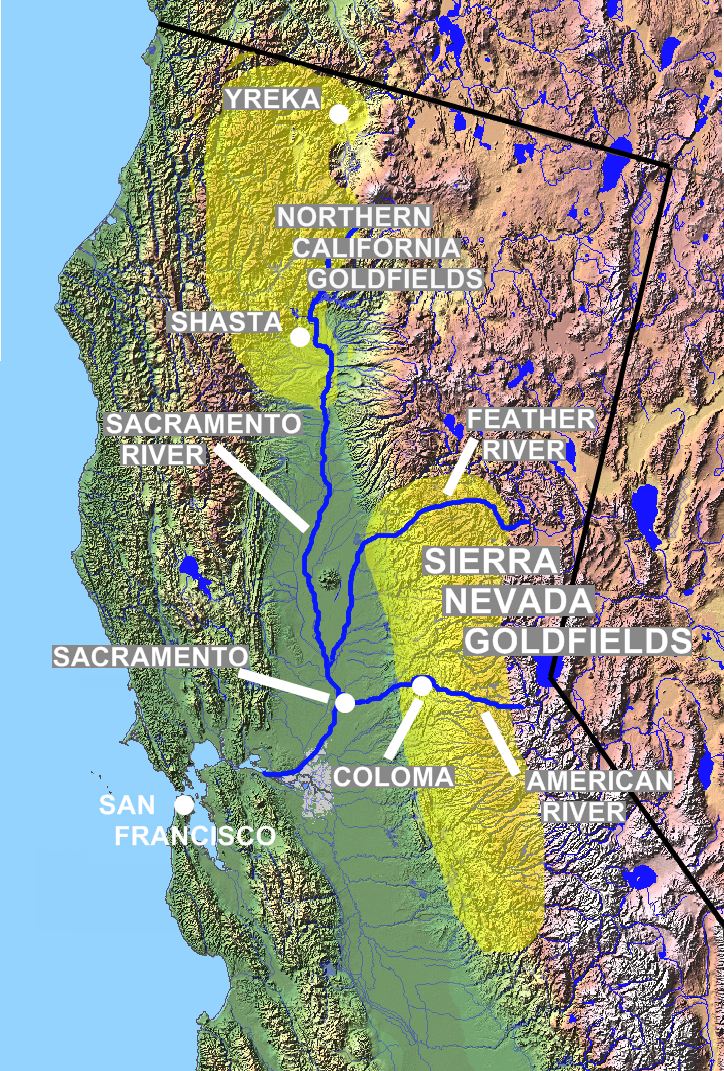
Campos de extracción en la Sierra Nevada, en California, y en el norte del estado.

La repetición ha impuesto un gran error, que torna ininteligible la transformación de una comarca semidesértica, en menos de diez años, en uno de los Estados más prósperos de la América del norte: la creencia de que los hombres que acudieron desde todos los ámbitos del mundo a California, eran una gavilla de malvados, de prófugos de las penitenciarías, de aventureros sin Dios ni ley, en el más favorable de los casos. Nada más inexacto. Por su energía, su empuje y su ímpetu creador, formaban una elite humana. El milagro de California se debió al espíritu de empresa y al esfuerzo de todas las naciones del mundo. Venían entre ellos, como vinieron a la conquista de América, un crecido número de bandoleros, que no alcanzaban a alterar su verdadera fisonomía.
Pero estos aventureros habían cortado los lazos con su familia y el pueblo de que hacían parte, y llegaban a un país nuevo, sin sociedad, tradiciones, normas ni autoridades capaces de imponer el orden y el respeto de las vidas y de los bienes. A diferencia de lo que ocurrió con los conquistadores de América, pertenecían a distancias nacionalidades y no obedecían a un capitán.

En vez de las sencillas actividades de los conquistadores, limitados a explotar el oro y a sembrar lo necesario para la subsistencia, con la ayuda del brazo del indígena, en California de 1843-1853, la vida moderna con todas sus complejidades, danzaba una zarabanda febril, vertiginosa. Todo se hizo aleatorio. La mercadería que hoy valía una fortuna, al día siguiente no tenía precio alguno; y como no había tiempo que perder, ni nadie almacenaba nada, muchos comerciantes pagaban porque se descargase el buque, echando al mar las mercaderías. Un día se era millonario y al siguiente se amanecía arruinado, para resurgir de nuevo y volver a arruinarse. Los mismos incendios continuos de las ciudades y campamentos de tablas, al destruir tales o cuales existencias, arruinaban a sus dueños y labraban la fortuna del que tenía la suerte de llegar a San Francisco en esos momentos con su buque cargado de la mercadería destruida.

"En este teatro de la más estrepitosa feria internacional de cuantos recuerda la memoria humana, ningún actor representaba el papel que el había cabido en suerte en su propia patria. El amo se transformaba en criado, el abogado en fletero, el médico en cargador, el marinero en destripaterrones, y el filósofo, abandonado las regiones del vacío, en el más positivo obrero de la materia." "He visto sin sorpresa, pero con el justo orgullo de chileno, al afeminado y tierno petimetre de Santiago, pendiente aún del ojal de una sudada camisa de lana la cadena de oro que en galonaba su chaleco en los bailes de la capital, cargar, con la risa en los labios y el agua del mar a la cintura, efectos de un membrudo  y alquitranado marinero, recibir el precio del jornal y ofrecer incontinenti a otro patrón sus oportunos servicios
Vicente Pérez Rosales

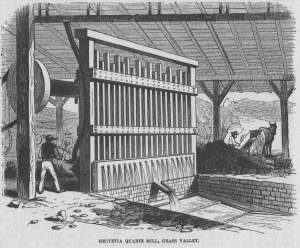
En el molino de cuarzo en Grass Valley, se trituraba la piedra de cuarzo antes del lavado del oro.

Como en los tiempos de Sarmientos de Gamboa y sus colonias del estrecho de Magallanes, el chileno Wenceslao Urbistondo, aprovechando la alta marea, varo su buque en San Francisco y lo transformó en cómoda casa de habitación.

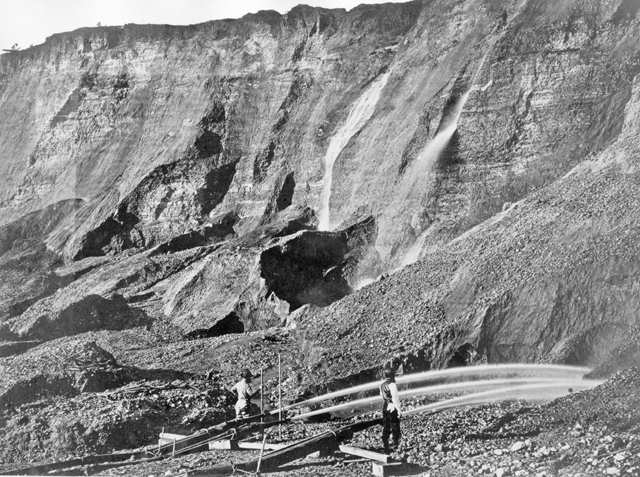
Mineros explotando un yacimiento aurífero con chorro de agua en Dutch Flat, California (c. 1857—1870).

La fiebre del oro, recogido por la propia mano que había engendrado el éxodo de California, declino rápidamente; se broceo para los forasteros; pronto paso a ser industria subalterna aun para los propios yanquis ya numerosos. El comercio, y especialmente el de compra de mercaderías en San Francisco, y su venta en los lavaderos, y los transportes, los hoteles y cantinas, había sido desde el principio más lucrativo que la explotación del oro. Más pronto afloraron las enormes posibilidades agrícolas e industriales de la rica y extensa comarca que los españoles habían abandonado despectivamente a los indios y a los misioneros y que los mexicanos obsequiaron a los pocos aventureros rusos, suizos, norteamericano, y otros, que solicitaron concesiones en ella. La fisonomía de la vida siguió de cerca estas transformaciones. En los primeros tiempos, no hubo en California más Dios que el oro, más derecho que el del más fuerte ni más policía que la del revólver y el puñal. La vida humana no contaba para nada. Nadie se preocupaba del que moría, y el cadáver del asesinato servía de pasto a los coyotes. Ni el lavador de oro ni el comerciante se quitaban del cinto el puñal y el revólver y mantenían el rifle siempre al alcance de la mano. Al anochecer, el fuego graneado de fusilería atronaba el aire. Eran los buscadores de oro que disparaban sus fusiles, para renovar a carga y para notificar a los bandidos que los esperaban listos y bien armados. Dentro del propio San Francisco, los recién llevados solo podían andar seguros en grupos o de a dos por lo menos.

Los bandidos se organizaron en una banda, denominada de los galgos, que, como veremos, pronto transformó sus actividades en verdaderas guerras civiles, o, mejor dicho, progroms, especialmente con la colonia chilena, que era la más valiente.

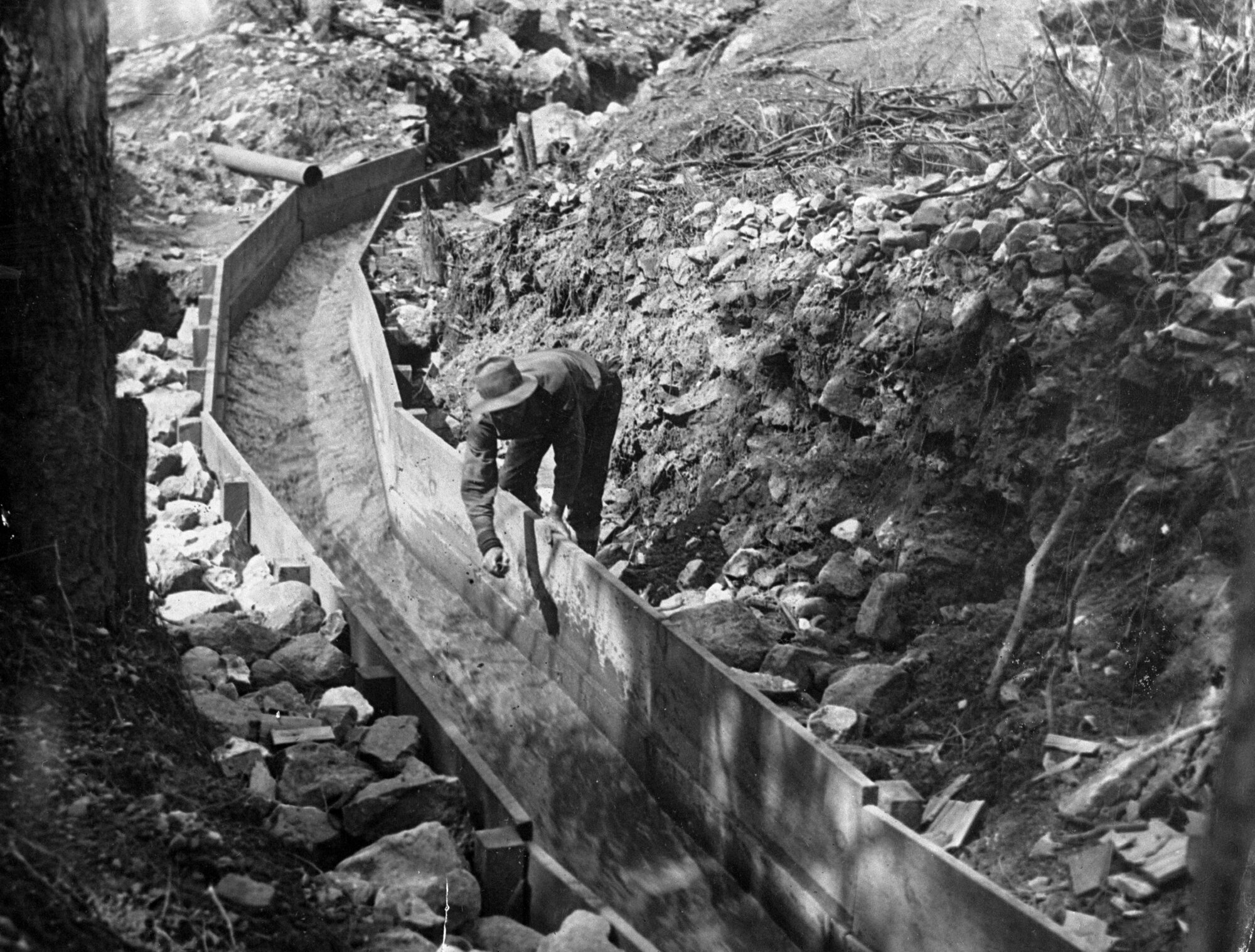
Un hombre inclinándose sobre la esclusa de un canal de madera sujetado por rocas.

Este hecho movió a los yanquis a apresurar la constitución de autoridades. Se empeñó por elegir a un alcalde, con atribuciones análogas a las de nuestros antiguos subdelegados; más como no disponían de fuerzas, pronto el propio juez estuvo a punto de ser colgado de un árbol. Se le ocurrió un buen día condenar a 50 azotes a un yanqui que había cometido algunas fechorías. Un borracho que estaba en la sala se puso de pie y empezó a gritar a grandes voces: ‘‘¡Oigan!, ¡Ciudadanos! Ya que el alcalde opina por la inmediata aplicación de 50 azotes a este ciudadano de los Estados Unidos, yo propongo que diez de nosotros llevemos al alcalde hasta una milla de distancia de aquí a fuerza de puntapiés con el. Al oír los hurras interminables con que la proposición era acogida, el alcalde se escapó "más lindo que un conejo" por la ventana que felizmente había justo a su asiento.
Un nuevo ramo de importancia reanimo las utilidades de los navieros y empresarios bronceados por la concurrencia: la importación de mujeres desde todos los puertos del mundo. En los primeros momentos, obsesionados por la fiebre del oro, a nadie se le había ocurrido ampliar el comercio de importación de herramientas, géneros, harina, orejones de peras, bultos de charqui, etcétera, con la importación de mujeres. No las había en California; pero un dueño de café tuvo la ocurrencia de reemplazarlas con la exhibición de desnudos, pintados por artistas de brocha gorda. Un capitán de buque ensayo el negocio con hembras de vida airada y fue tal la puja de los mil interesados que en 1853 el número de las importaciones subió a 7.245, con lo cual se bronceó también el negocio.
Pero a medida que la actividad económica se desplazó desde los lavaderos de oro y el comercio aleatorio hacia la agricultura y la industria, la vida tendió espontáneamente a regularizarse; la justicia expeditiva de los yanquis funcionó con extrema energía; y a la vuelta de unos cinco años, las autoridades estaban constituidas, funcionaban las policías; y al amparo de la seguridad y el orden, California se encauzaba en unas de las más admirables jornadas de progreso sano y sólido que registran las páginas de la historia universal.

### Los chilenos en California

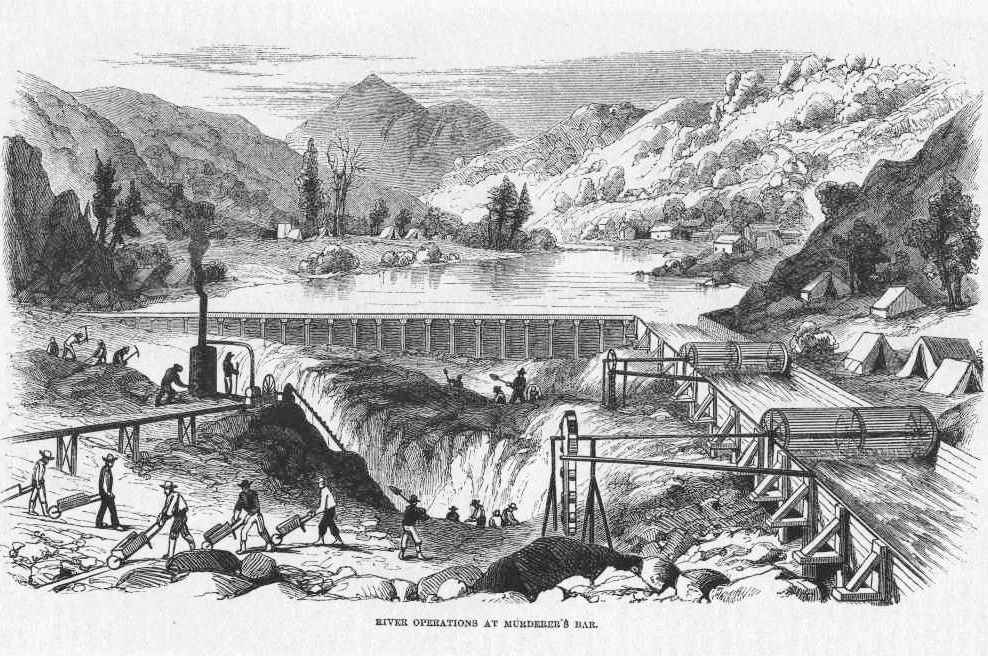
Los mineros excavan el lecho de un río, tras haber desviado la corriente hacia un canal preparado para ello.

El 30 de julio de 1849, el número de pasaportes extendidos para California ascendía, en números redondos, a 3000; y se calculaba en igual número los individuos que se habían embarcado sin pasaporte. En los últimos tres meses de 1851, se embarcaron en Valparaíso, con destino a California, 1.200 individuos; y en los primeros 25 días de 1852, 824 más. Según los mejores cálculos de que disponemos, la colonia chilena en California, durante su apogeo, alcanzó a 20.000 almas, para reducirse pronto a la mitad.
Algunos chilenos, como Benjamín Vicuña Mackenna, quien se embarcó el 26 de noviembre de 1852, con un cargamento de 2.000 quintales de harina, llevaba miras puramente comerciales; pero los más se embarcaron con el propósito de explotar los placeres auríferos.

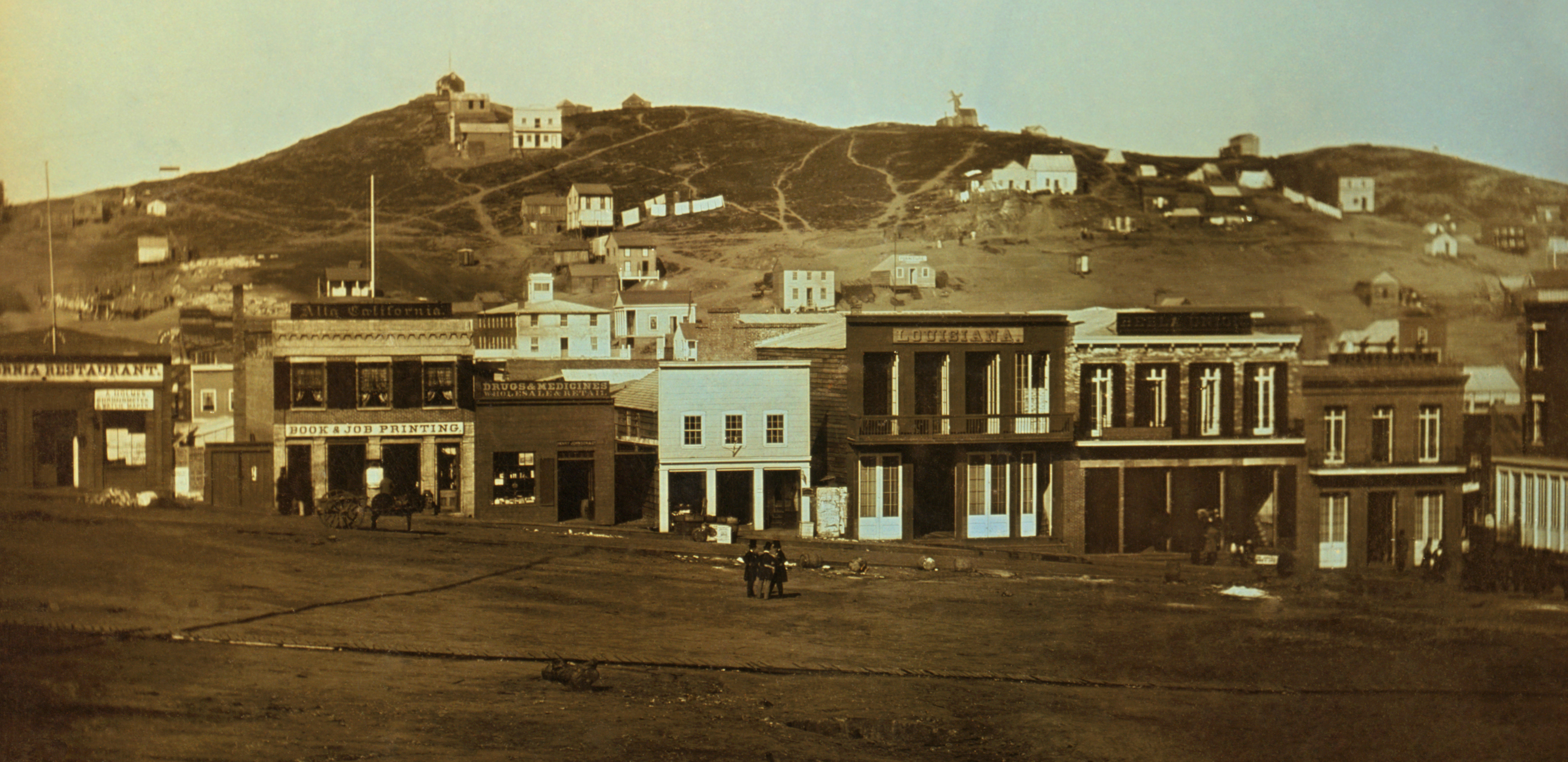
Portsmouth Square, San Francisco, durante la fiebre del oro de 1851.

En los primeros años de la fiebre del oro, los chilenos formaron la colonia extranjera más numerosa, y la que ostentó con más vigor el espíritu de nacionalidad. Vencidos en el comercio y en las explotaciones auríferas por el mayor sentido práctico, laboriosidad regular y constancia de sus rivales yanquis, franceses, ingleses, chinos, alemanes, y otros, a nadie cedieron en dureza para el trabajo y en energía para su defensa. "Todo trabajador vigoroso de habla española era diputado chileno."
En los primeros momentos, cuando los yanquis eran aún poco numerosos, los chilenos convivieron con la población autóctona y se hicieron respetar de los aventureros del resto del mundo. Suministraron un crecido contingente al bandolerismo, pero, también, a poco andar, fueron sus víctimas. Se declaró una verdadera vendetta entre los galgos - asociación de semibandidos, cuyo lema era Salirse siempre con la suya - y los chilenos. Estos vencieron, al principio; pero los galgos prepararon su desquite. Cayeron de improvisto sobre el barrio de Chilecito, que los chilenos había formado en la extrema derecha de San Francisco; y sorprendiendo a la población desprevenida, iniciaron su exterminio a pistoletazos y a palos. Pasada la sorpresa, los chilenos reaccionaron, y se batieron como leones, derribando a pedradas a un galgo por cada chileno tendido de un pistoletazo.

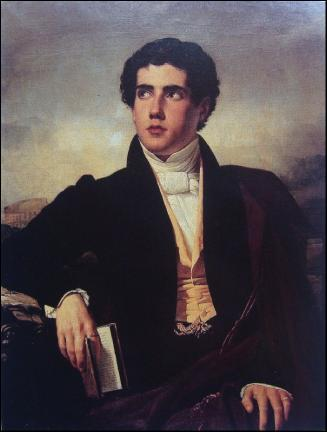
Retrato de Ramirez Rosales, del pintor Raymond Monvoisin.

En medio de la refriega, el norteamericano Branan, antiguo jefe de los mormones de la región, quien era gran enemigo de los galgos, se subió sobre el techo de su casa y convocó al pueblo a grandes voces, para que acudieran en auxilio de los chilenos, cuyo país mandaba la mejor harina flor y los mejores brazos del mundo para contar adobes. Con este providencial auxilio, los chilenos expulsaron a los galgos de su barrio; y capitaneados por Branan y reforzados por los yanquis de San Francisco, entre estrepitosos ¡burras! capturaron a 18 bandidos, los cuales fueron enviados a bordo de la corbeta de guerra "Warren".
Algunos de los chilenos de valer contribuyeron eficazmente a la transformación de la comarca en un Estado rico y floreciente. José Manuel Ramírez y Rosales fundó el pueblo de Marysville. Manuel y Leandro Luco fundaron en Sacramento el primer hospital de caridad, cediendo para ello su barca "Natalia" y todo lo necesario para atender a los enfermos. Hacía de médico Vicente Pérez Rosales. Otros chilenos tomaron los oficios de cuidadores, cocineros, sepultureros, etcétera. Allí fueron recogidos de preferencias los numerosos chilenos atacados por unas tercianas malignas, que los diezmaron más eficazmente que las pistolas de sus enemigos. Buenaventura Sánchez fundó Washington City, a 10 horas de San Francisco. Algunas de sus calles recibieron los nombres de Cochrane, Matte, Bulnes, Ossa, Alessandri, Valparaíso, Constitución, etcétera.

Esta armonía duro poco. A medida que el yanqui aumento en número, se produjo la rivalidad entre el elemento nacional y el extranjero. Los aventureros del resto del mundo cedieron sin resistencia la explotación de las minas al yanqui recién llegado. Algunos se embarcaron para sus patrias y la inmensa mayoría se hicieron comerciantes, obreros, agricultores o simplemente gañanes. En cambio, el chileno, más altivo y menos adaptado a la vida económica, se trabó con el yanqui ordinario en una lucha por el predominio, que pronto engendro un violento odio reciproco. Los asesinatos anónimos de yanquis y de chilenos se contaron por cientos.

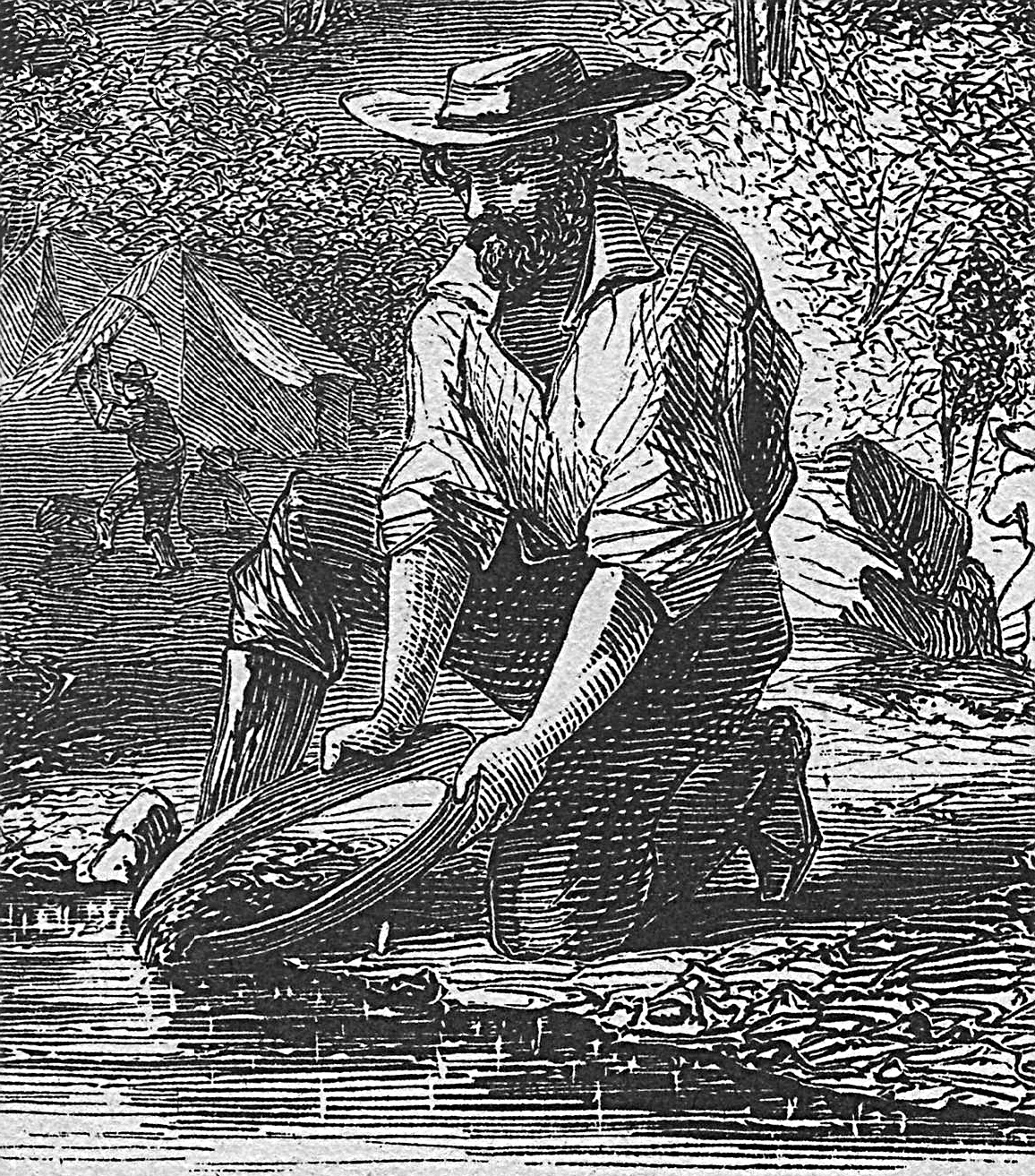
Lavado de oro en el río Mokelumne

La simpatía de los chilenos por los mexicanos, despojados de gran parte de su territorio por los Estados Unidos, aumento la rivalidad que surgió espontáneamente de la oposición de los caracteres y de los temperamentos. Los campesinos mexicanos que poblaban la comarca estaban convencidos de que ellos no podían expulsar a los yanquis; pero, juzgando por la energía con que los chilenos se defendían de los atropellos, creían a pie juntillas, que los chilenos podían arrojarlos de California el día que quisieran hacerlo. "Un chileno de los diggins era el símbolo de la seguridad individual, el espantajo de las tropelías del yanqui y el hermano a quien debían siempre tender la mano."
Al fin las autoridades, ya semiconstituidas, intervinieron. Queriendo cortar el mal de raíz, el general Persiflor Smith dictó un decreto en el cual se disponía: que "todo extranjero quedaba excluido del derecho de explotar minas de California". Muchos eludieron el decreto nacionalizándose, mediante el pago de diez pesos; o sea, el valor de 10 bistecs. Más adelante, se concedieron a los extranjeros licencias para explotar las minas, mediante el pago de $20 mensuales.

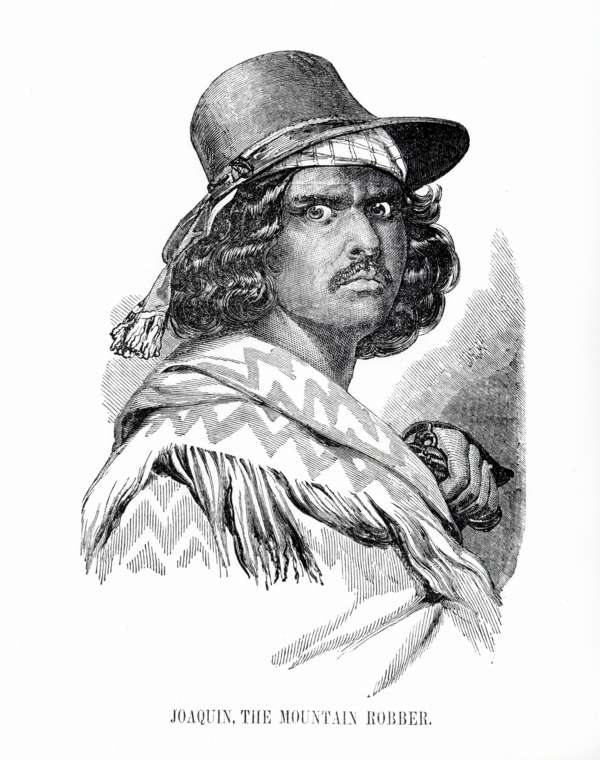
Joaquín Murieta.

Estas franquicias no aprovecharon a los chilenos. Los yanquis, ya muy numerosos, los expulsaron de los lavaderos, después de despojarlos de sus herramientas y del oro que habían reunido. Los chilenos, a su turno, mataban al yanqui que sorprendían aislado. Una parte de ellos se agrupó en torno a Joaquín Murieta, cuyas hazañas han quedado legendarias. Según la tradición, los yanquis mataron a su hermano Carlos y a Carmela Félix, joven mexicana con la cual se había desposado. Murieta resolvió vengar el doble asesinato. Organizó una banda de aventureros y salteadores, formada por chilenos y mexicanos procedentes de Sonora y de la Baja California, la que, por la audacia y habilidad de sus golpes, se convirtió en el terror de la región. La suerte lo acompañó hasta 1853. En agosto de este año, cayó en una celada que le tendió el capitán Harry Love. Su cabeza, conservada en alcohol, se exhibió largo tiempo en diversas ciudades de California El poeta chileno Pablo Neruda publicó la obra Fulgor y Muerte de Joaquín Murieta y utiliza licencia literaria para ampliar la falta de unanimidad sobre los orígenes de Murieta para crear un mártir de Chile Robin Hood. Otra fuente afirma que el origen nacional de Murieta se cambió de México a Chile después de varios transcontinentales y traducidas reimpresiones.

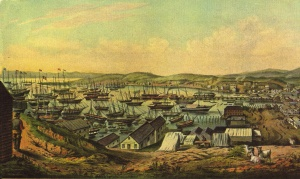
Bahía de San Francisco, en abril de 1850.

Las noticias de los abusos de que eran víctimas los chilenos en California, comenzaron a llegar a Chile en 1849. En ellas se ocultaba las fechorías por nuestros connacionales y se referían con destellos espeluznantes los abusos y las réplicas yanquis. Los diarios tronaron contra la incuria del gobierno. En la cámara se pidió el envió a San Francisco de la fragata "Chile", que no estaba en condiciones de navegar, a fin de que los hicieran respetar. El gobierno creyó más viable y prudente entenderse con el almirante inglés Harnby, quien accedió gustoso, para que repatriara, por cuenta del Estado, a los chilenos que quisieran regresar. En diciembre de 1849 largaba anclas en Valparaíso la fragata "Inconstant", procedente de California, trayendo a los únicos seis chilenos que quisieron repatriarse.
Se ha visto que solo volvió a Chile menos de la mitad de los aventureros que se embarcaron para California Es imposible decidir sobre la aproximación de este cálculo. De los restantes, los más murieron asesinados o víctimas de las fiebres palúdicas, otros se radicaron para siempre en California, y los restantes se esparcieron por el mundo, y, salvo raras excepciones, cerraron sus ojos lejos del suelo natal. Algunos de los extranjeros radicados en Valparaíso, como el carpintero Tomas Lick, y chilenos, como Juan Evangelista Reyes, hicieron en California grandes fortunas; pero casi todos los que tuvieron éxito se incorporaron definitivamente a la sociedad norteamericana.